# RENFE 104 sorozat

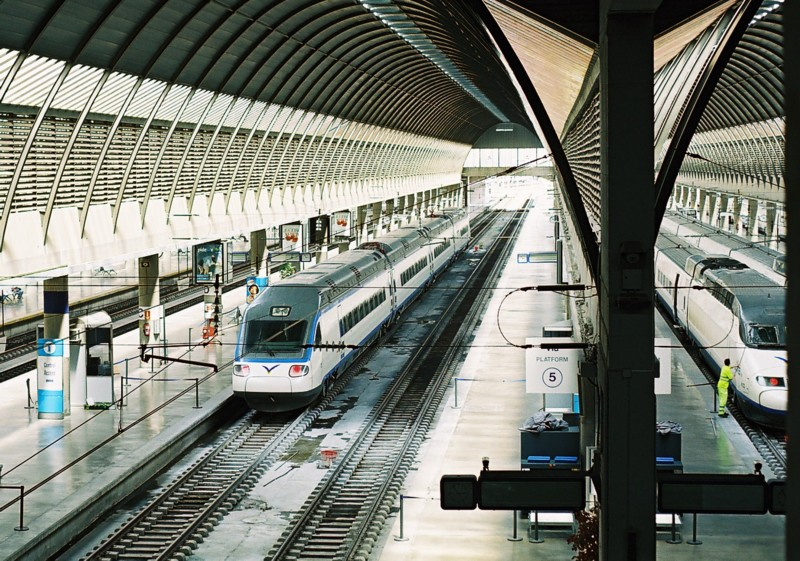
Egy RENFE 104 sorozatú motorvonat Sevilla állomáson

A RENFE 104 sorozat egy spanyol (1A)(A1)(1A)(A1) (1A)(A1)(1A)(A1) tengelyelrendezésű 25 kV 50 Hz AC áramrendszerű nagysebességű villamosmotorvonat-sorozat. Az Alstom és a CAF gyártotta a RENFE részére 2003-ban. Összesen 20 db négyrészes motorvonat épült az AVE szolgáltatáshoz.

## Műszaki jellemzése
A motorvonatok négyrészesek, minden kocsi hajtott, a forgóvázakba nyolc db 550 kW teljesítményű asszinkron villanymotort építettek be. Két villanymotor meghibásodása esetén is képes 75%-os teljesítménnyel továbbhaladni. Maximális teljesítménye 4 400 kW, legnagyobb sebessége 250 km/h. A vonatokat felszerelték ASFA, LZB és ERTMS vonatbefolyásoló rendszerrel is. A motorvonaton két osztály található, ülőhelyinek száma 237. Maximálisan négy motorvonat kapcsolható össze, így az utasok száma megközelíti az 1000 főt.
A motorvonat a Fiat Pendolino családjába tartozik.